# Кручковский, Леон
Лео́н Кручко́вский (пол. Leon Kruczkowski, 1900—1962) — польский драматург, прозаик, публицист, общественный деятель. Представитель польской литературы социалистического реализма. С 1945 года член ПОРП. Председатель Союза польских писателей в 1949—1956 годах. Лауреат Международной Сталинской премии «За укрепление мира между народами» (1953). Член ВСМ (1950). Лауреат Государственной премии ПНР (1950 и 1955).

## Биография
Родился 28 июня 1900 года в Кракове. Выпускник химического факультета Высшей промышленной школы в Кракове (1918). Один из организаторов и участников Антифашистского конгресса деятелей культуры 1936 во Львове. В августе 1939 года как офицер запаса мобилизован в польскую армию. В 1940—1945 годах — в лагере для военнопленных в Германии.
Начал публиковаться с 1918 году. Первый сборник стихов — «Молоты над миром» (1928).
Умер 1 августа 1962 года. Похоронен на варшавском кладбище Воинское Повонзки.

## Труды
- «Кордиан и хам» (роман, 1932, рус. пер. 1950),
- «Павлиньи перья» (роман, 1935),
- «Тенёта» (роман, 1937),
- «Возмездие» (пьеса, 1948),
- «Немцы» (пьеса, 1949),
- «Первый день свободы» (пьеса, 1960),
- «Смерть губернатора» (пьеса, 1961)
- «Сегодня ночью погибнет город» (киносценарий, 1961).

## Награды
- Орден Строителей Народной Польши (1954)[4]
- Орден «Знамя Труда» I степени (1949)[5]
- Командор ордена Возрождения Польши (1946)[6]
- Медаль «10-летие Народной Польши» (1955)[7]
- Офицер ордена Белого льва (1957, Чехословакия)[8]
- Орден «За заслуги перед народом» I степени (1946, Югославия)[9]
- Государственная премия ПНР (дважды — 1950 и 1955)
- Международная Сталинская премия «За укрепление мира между народами» (1953)

## Память

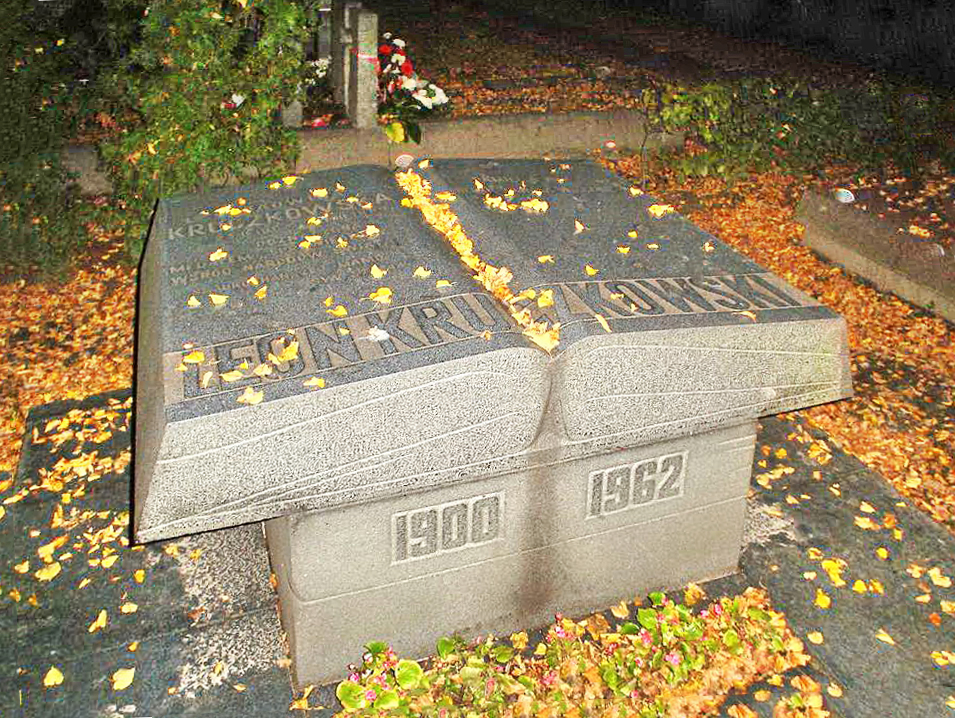
надгробие на могиле Леона Кручковского
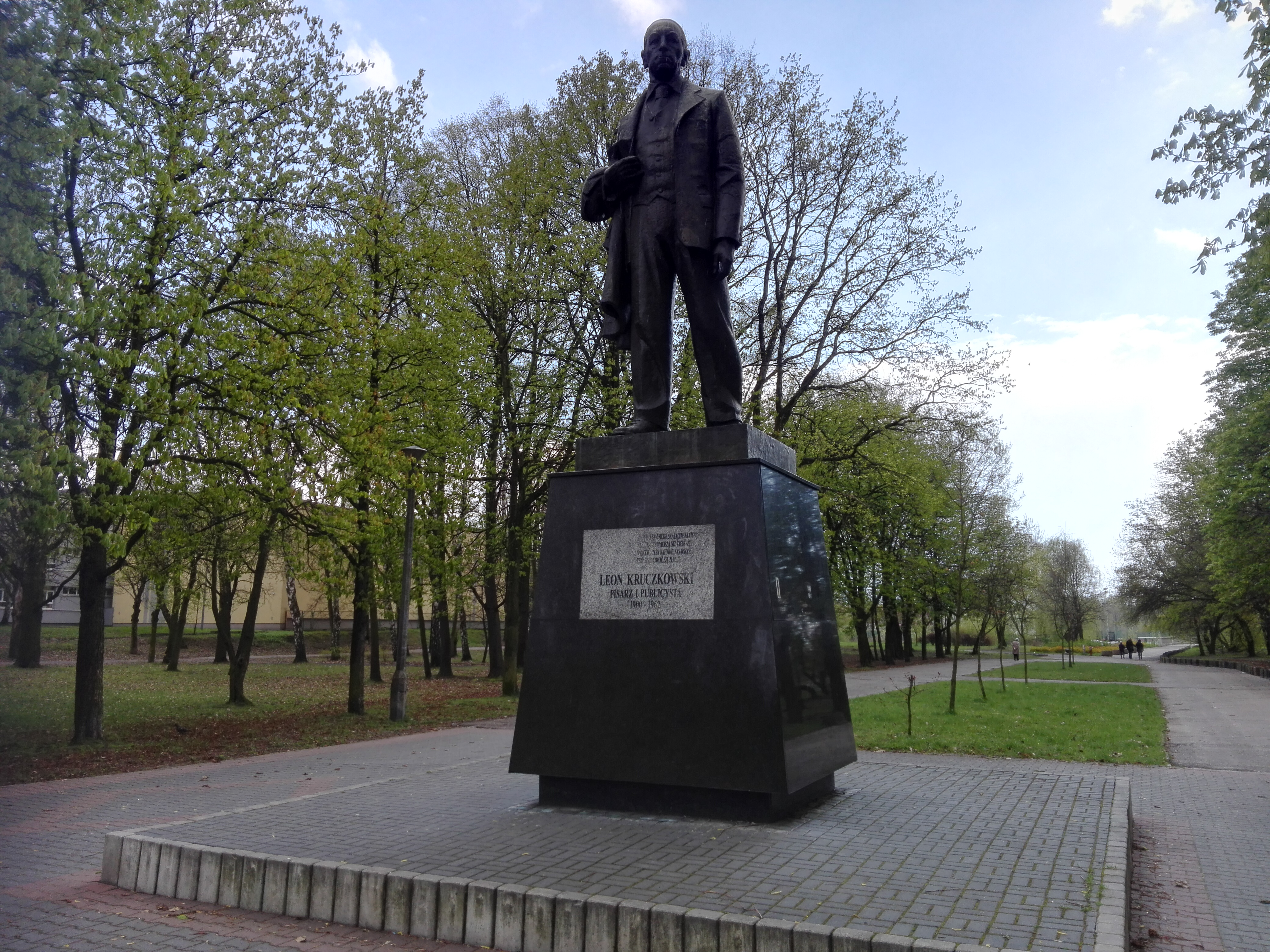
памятник Кручковскому в Сосновце
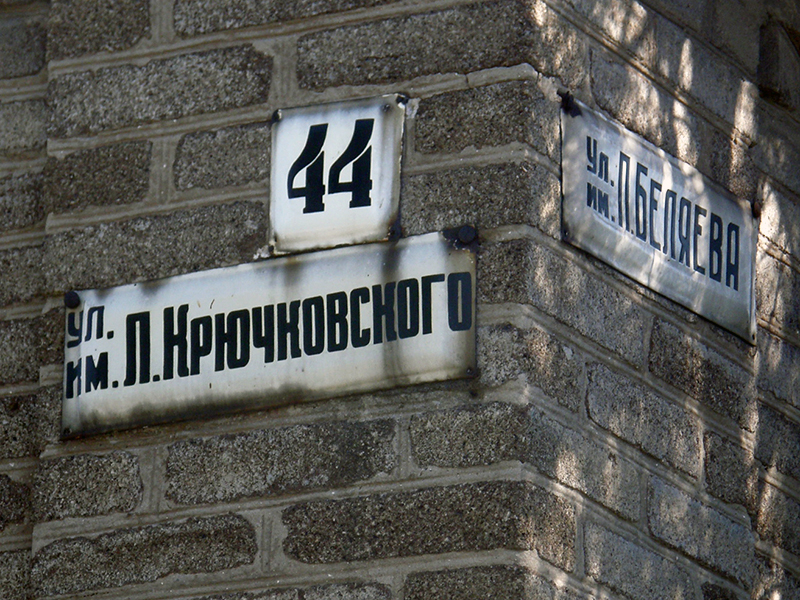
табличка улицы Кручковского в Краматорске